# Paratimea duplex
Paratimea duplex är en svampdjursart som först beskrevs av Topsent 1927.  Paratimea duplex ingår i släktet Paratimea och familjen Hemiasterellidae.
Artens utbredningsområde är havet utanför Marocko. Inga underarter finns listade i Catalogue of Life.